# 绛州鼓楼
35°36′52″N 111°12′53″E / 35.61444°N 111.21472°E
绛州鼓楼位于中国山西省运城市新绛县城内西侧高塬之上，绛州钟楼以北约100米，七星坡顶端西侧，绛州大堂东南。

## 历史
绛州鼓楼始建于元至正年间，明清重修，现存建筑为明代建筑。1994年翻修。

## 建筑
绛州鼓楼坐西朝东，下部是宽大的砖石城台，下开门洞，匾额东为“涵远”，西为“振昕”。楼身面阔五间，进深四间，三重檐歇山顶，底层设宽大的回廊。楼北城隍庙系近年复建。
2001年6月25日公布第五批全国重点文物保护单位时，将绛州三楼（钟楼、鼓楼、乐楼）归入绛州大堂。